# Stourton Caundle
Stourton Caundle – wieś w Anglii, w hrabstwie Dorset. Leży 26 km na północ od miasta Dorchester i 171 km na zachód od Londynu.